# Monardia canadensis
Monardia canadensis är en tvåvingeart som beskrevs av Ephraim Porter Felt 1926. Monardia canadensis ingår i släktet Monardia och familjen gallmyggor.
Artens utbredningsområde är British Columbia. Inga underarter finns listade i Catalogue of Life.